# マイキー・バッツ
マイキー・バッツ（Mikey Batts 1983年10月3日 - ）は、アメリカ合衆国の元プロレスラー。本名はマイケル・ティエリ（Michael Altieri）。現役時代はNWAやTNAといったインディー団体を経てWWEで活動、現在は引退している。

## 来歴
ティエリは高校時代にアマチュアレスリングを経験し、卒業後の1999年にアメリカ空軍に入隊している。入隊後はテキサス州サンアントニオのラックランド空軍基地に配属され、駐留していた2年感の間もレスリングを続けていた。2001年に空軍から離脱してフロリダ州タンパでトレーナーになり、このトレーナーの期間中にプロレスラーになろうと決意した。従兄弟のビリー・キッドマンに加えNWAフロリダでロデリック・ストロングの元でトレーニングを積み、2003年6月にNWAフロリダのリングでマイキー・バッツ（Mikey Batts）のリングネームでデビュー。
2004年6月にバッツはTNAにセキュリティー・ガードとして登場し、同月にTNAと契約してNWAフロリダで活動していたジェレル・クラークとタッグで活動をする。2004年を通して活動するものの主要なストーリーラインに関われてはいなかった。8月にはサイモン・ダイアモンドとタッグを組むがたいした活躍もできずにTNAから離脱している。
2005年10月下旬にWWEとディベロップメント契約を交わし、下部組織であるDSWに送られる。12月にはOVWへ送られダ・ビーストと彼のマネージャーのトライタンと対戦し、翌2006年1月にもう1度対戦している。その後はリングネームを本名に戻しグレゴリー・ヘルムズの持つWWEクルーザー級王座に挑戦するものの敗北。その後出場機会も減少、ボリス・アレクシフ（現：サンティーノ・マレラ）との試合を最後に6月上旬にWWEからリリースされている。
WWEリリース後の7月にSCWフロリダに参戦、カハガスと対戦している。10月からNortheast Wrestling（NEW）に参戦、12月まで1試合のペースで継続参戦していた。
2007年4月にNEWで3試合、古巣のOVWで1試合こなし、総合格闘技の道へ進むためにプロレスからは引退する。総合格闘技への挑戦は成功しなかったが、2009年6月に再び総合格闘技家になるためにトレーニングを積んでいる事が発表された。
2014年1月25日にFUW（Florida Underground Wrestling）に復帰。元TNAのウェス・ブリスコと対戦するが負けている。その後月に1試合ペースでFUWに継続参戦している。

## 得意技
バッツ・ビーター
キック・アップ・フランケンシュタイナー。相手の体を駆け上がって飛びつくフランケンシュタイナーといったところ。
ナポレオン・コンプレックス
ランニング式サンセットフリップ・パワーボム。走って仕掛けるカナディアン・デストロイヤーの体勢からのパワーボムの様に叩きつける。
フェニックス・スプラッシュ
フィニッシャーで用いていた。
- ハリケーン・ラナ
- プランチャ
- スプリングボード式フロッグ・スプラッシュ

## 獲得タイトル
DPW（Defiant Pro Wrestling）
- DPWクルーザー級王座 :1回

NWA Florida
- NWAフロリダXディヴィジョン王座 :1回
- NWAフロリダ・タッグチーム王座 :1回（w/ジェレル・クラーク）